# Гра (село)
Гра — упразднённое село в Ахтынском районе Дагестана. На момент упразднения входило в состав Ахтынского сельсовета. Исключено из учётных данных в 1980-е годы.

## География
Село Гра расположено в северной части Ахтынского района, в ущелье южного склона Самурского хребта, у дороги, ведущей из Кураха в Ахты. К северу от села расположены исторические земли общества села Хюрехюр Курахского района. Село делится на кварталы: Кьеркьерин мягьле, Гьемзейрин мягьле, Къурбанрин мягьле и др. Вокруг села расположены урочища: пашни — Парзу, Мегьаз пел, Лайжик; пастбища — Ягхук, Кърых, Жамалан-хев, Къайи-ягар, Текьин, Шткан. Местные родники: Туьдгьер-булах, Къайи ятар, Вана кIамун булах.

## История
С начала XVII века по 1839 год Гра входил в Ахтыпаринское вольное общество в составе союза сельских общин Ахтыпара-1. В 1839 году село было присоединено к Российской империи. Гра относился к Ахтыпаринскому наибству Самурского округа Дагестанской области. Вместе с окружным центром Ахты Гра образовал Ахтинское сельское общество. В 1929 году Гра был включён в состав новообразованного Ахтынского района. В 1848 году во время Битвы за Ахты, 13 сентября наиб Шамиля Хаджи-Мурад, заняв Куртинскую дорогу, расположился в селе Гра. При продвижении отрядов генерала Аргутинского из Кураха на выручку гарнизону Ахтынской крепости, осаждённой войсками имама Шамиля, горцы села Гра преградили дорогу, ведущую прямо на Ахты, и вынудили войска Аргутинского двигаться по другой стороне ущелья, дабы, ввязавшись в схватки с ними, не терять времени. В 1929 году Гра вошёл в состав новообразованного Ахтынского района Дагестана. На начало 1961 года в колхозе имени М. Горького работало 224 колхозника из 83 хозяйств, имелось 251 голов крупного рогатого скота, в том числе 50 коров, 1650 овец и коз. В 1964 году жители села были переселены на равнинную часть Дагестана, преимущественно в село Кличхан и Бут-Казмаляр Магарамкентского района, а также в районный центр Ахты.

## Население
До переселения в селе Гра жили лезгины, мусульмане-сунниты. В 1869 году в селе проживало 357 человека, из них мужчины — 192, женщин — 165. Село состояло из 74 дворов. В 1886 году население села составляло 472 человека.. На данный момент[когда?] в селе живёт один человек. Население села делилось на тухумы: (Кьеркьерар, Къурбанар, Гьемзеяр, Пехъец|ар)и др.
| Численность населения | Численность населения | Численность населения | Численность населения | Численность населения | Численность населения | Численность населения |
| 1869                  | 1886                  | 1895                  | 1908                  | 1926                  | 1939                  | 1970                  |
| --------------------- | --------------------- | --------------------- | --------------------- | --------------------- | --------------------- | --------------------- |
| 357                   | ↗472                  | ↘440                  | ↗460                  | ↗480                  | ↘460                  | ↘203                  |

В селении Кимихюр ныне Курахского района исторически существовал тухум (род), образованный переселенцами из Гра, под названием Агакишияр.